# 黑森大公国
黑森大公国（德語：Großherzogtum Hessen，黑森也譯赫森），通称黑森-达姆施塔特，全称黑森和莱茵河畔大公国（德語：Großherzogtum Hessen und bei Rhein）或黑森和莱茵河左岸大公国，是神圣罗马帝国的一个伯爵领地和大公国。1567年，黑森伯国一分为四，分出黑森-达姆施塔特伯国。1806年后，黑森-达姆施塔特伯国被拿破仑升格为黑森大公国，从1871年至1918年它是德意志帝国中的联邦国之一。

## 国旗
黑森大公国的国旗为上下两条红条（各占旗宽四分之一），中间一条白条（占其宽之半）。

## 历史
黑森大公国源于黑森伯国。1567年菲力普一世死后黑森伯爵领地被按照古代的遗产分配规则分开，从而形成了四个不同的贵族领地：黑森-达姆施塔特伯国、黑森-卡塞尔伯国、黑森-马尔堡伯国和黑森-莱茵菲尔斯伯国。其中黑森-马尔堡和黑森-莱茵菲尔斯至1604年全部无后代，为了争夺黑森-马尔堡的继承权，黑森-达姆施塔特和黑森-卡塞尔之间爆发了严酷的、长时间的对立。1618年爆发的三十年战争中这两个本来是亲戚的领地也因此站在了对立的两面。黑森-卡塞尔的莫里茨伯爵强迫马尔堡大学进行宗教改革皈依新教之后，1607年黑森-达姆施塔特建立了吉森大学。
1622年由于再次遗产分配，黑森-霍姆堡从黑森-达姆施塔特中分离出来。
1803年在德国教会的世俗化运动使黑森-达姆施塔特得以获得大量地盘，同时黑森-卡塞尔也被升格为选侯国。1806年拿破仑·波拿巴建立萊茵聯邦，以提供军队为条件将黑森-达姆施塔特这个伯爵领地提升为大公国，同时黑森大公国还获得了沃尔姆斯、阿尔蔡、宾根和美茵茨，这些新地区被统称为莱茵黑森。1815年黑森大公国加入德意志邦聯。在1866年的普奥战争中黑森大公国支持奥地利帝国一方，战败后被迫将刚刚获得的黑森-霍姆堡和黑森中部地区割让给普鲁士王国。黑森-达姆施塔特的北部地区（所谓的上黑森）于1866年加入北德意志邦聯，1871年黑森-达姆施塔特成为新成立的德意志帝国的联邦国之一。
1848年三月革命时自由党人曾经一度在大公国获得首相职。
第一次世界大战后黑森大公逊位，大公国发生革命，成立黑森人民邦。

## 君主

### 伯爵
- 1518年—1567年：菲力普一世
- 1568年—1596年：格奥尔格一世
- 1596年—1626年：路德维希五世
- 1626年—1661年：格奥尔格二世
- 1661年—1678年：路德维希六世
- 1678年：路德维希七世
- 1678年—1739年：恩斯特·路德维希
- 1739年—1768年：路德维希八世
- 1768年—1790年4月6日：路德维希九世
- 1790年4月6日—1830年4月6日：路德维希十世（从1806年8月14日开始改稱路德维希一世大公）

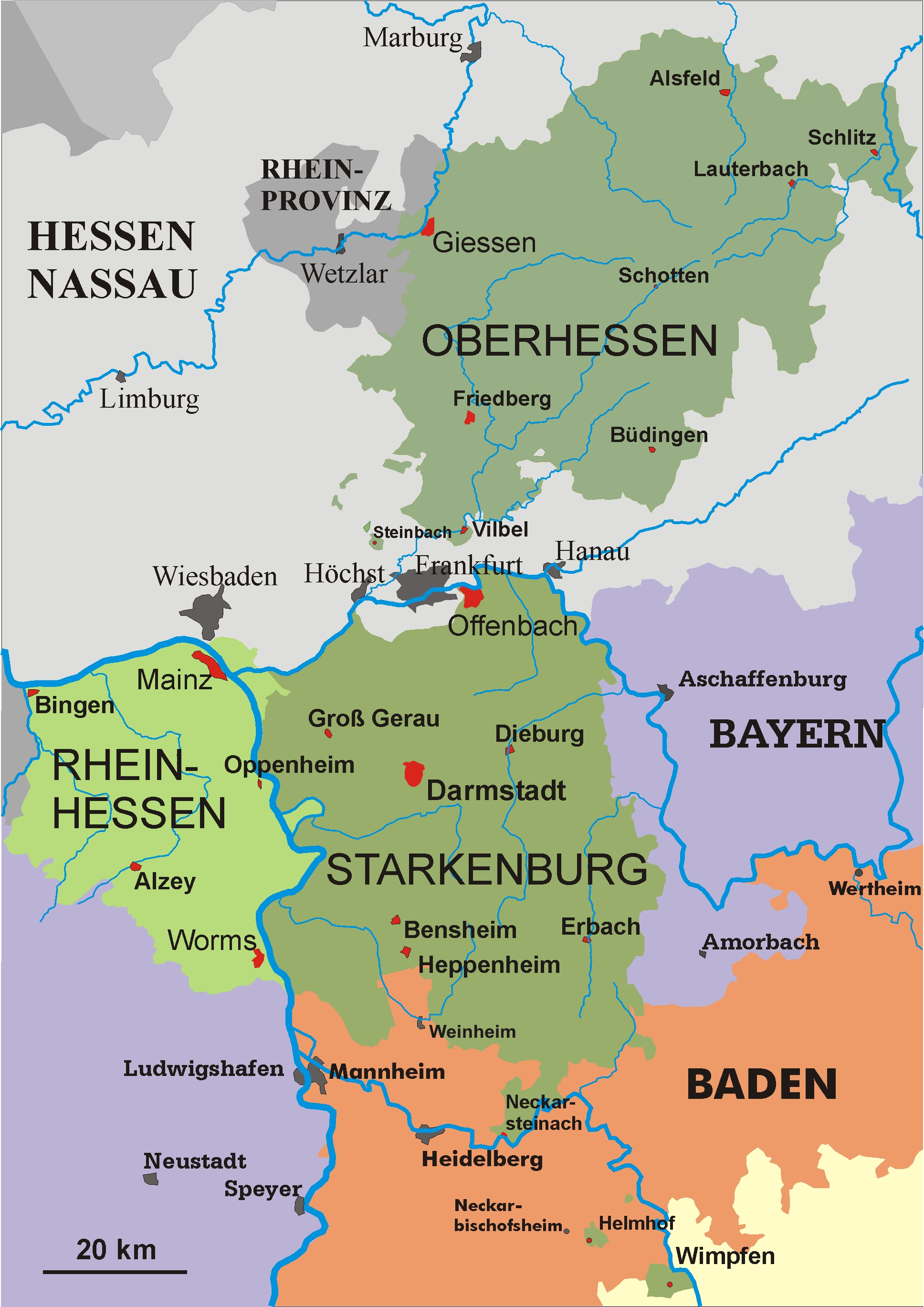
黑森大公国的三个省分：
中央深綠色地區：斯塔肯堡
上方深綠色地區：上黑森
左方淺綠色地區：莱茵黑森

### 大公
- 1790年4月6日—1830年4月6日：路德维希一世（從1806年8月14日開始稱為大公）
- 1830年4月6日—1848年6月16日：路德维希二世
- 1848年6月16日—1877年6月13日：路德维希三世
- 1877年6月13日—1892年3月13日：路德维希四世
- 1892年3月13日—1918年11月：恩斯特·路德维希

## 行政区划
黑森大公国分三个省：
- 斯塔肯堡省：省会达姆施塔特，包括莱茵河以东、美茵河以南的部分
- 莱茵黑森：省会美茵茨，包括莱茵河以西的部分
- 上黑森：省会吉森，包括莱茵河以东，美茵河以北的部分，这个省与其它两个省不相连，中间隔着法兰克福自由市